# Кегелове вежбе
Кегелове вежбе су вежбе намењене јачању карличног дна. Помажу у смањивању ризика од појаве уринарне инконтиненције (невољно отицање урина) и других проблема, попут спада бешие и материце. Циљ ових вежби је да ојачају мишиће карличног дна који представљају потпору материци, бешици и цревима. Ови мишићи старењем слабе, а посебно се ризик од њиховог слабљења повећава током трудноће и порођаја, као и услед повећања телесне масе. Кегелове вежбе намењене су како женама тако и мушкарцима.

## Шта су Кегелове вежбе
Кегелове вежбе назване су по Арнолду Кегелу (енгл. Arnold Henry Kegel, 1894–1972) америчком гинекологу који је први приметио њихов ефекат. Ове вежбе јачају мишиће пода карлице. Оне укључују стезање и опуштање мишића пода карлице. Тренирање ових мишића је важно зато што су они потпора за материцу, бешику, танко црево и ректум.
У младости мишићи око перинеума (подручја између ануса и вагине код жена, односно ануса и пениса код мушкарца) су затегнути и јаки. С годинама ови мишићи се развлаче и слабе. Могу такође ослабити и током трудноће код жена или након операције простате код мушкараца, због проблема са цревима или бешиком или из других разлога. Слабљење перинеалних мишића може негативно утицати на контролу бешике, али и на сексуални живот.

## Кегелове вежбе за жене
Кегелове вежбе су намењене јачању карличних мишића који пружају потпору уретри, бешици, материци и ректуму. Јачањем карличних мишића смањује се ризик од појаве проблема који погађају већину жена, током или након трудноће као и током менопаузе — немогућност задржавања урина и уринарни стрес. Ове вежбе побољшавају и циркулацију у ректалном и вагиналном делу, те могу спречити настанак хемороида и убрзати зарастање ране након епизиотомије или кидања за време порођаја. Овим вежбама такође се негује мишићни тонус вагине, што је предуслов за квалитетније сексуално уживање. Гинеколози препоручују упражњавање ових вежби.

#### Кегелове вежбе у трудноћи
Кегелове вежбе за труднице се препоручују из неколико разлога. Оне јачају мишиће смештене у доњем делу карлице који су током трудноће, због раста бебе, под све већим притиском, па полако могу губити снагу и еластичност. Са вежбама се може почети било када, а најбоље већ на почетку трудноће.

#### Кегелове вежбе за бешику
Око 70% жена за време или након трудноће има потешкоћа са задржавањем урина. Овај проблем, који се још назива и уринарни стрес, може да буде веома напоран и непријатан. Многе жене мисле због тога да имају проблем са бешиком. Заправо, у питању су ослабљени мишићи карлице. Редовним извођењем Кегелових вежби ова непријатност се може спречити.

#### Кегелове вежбе после порођаја
Кегелове вежбе за јачање мишића карлице су прве вежбе које се могу радити после порођаја и то већ после недељу дана, осим у случају да је рађена епизиотомија, када се мора сачекати да рана зарасте. Кегеловим вежбама брже се враћа мишићни тонус вагине у пређашње стање.

#### Кегелове вежбе у менопаузи
Менопауза представља завршну фазу репродуктивног периода жене и може почети у периоду између 40. и 60. године, а најчешће се око 50. Тегоба која се често јавља током овог периода је инконтиненција или учестало мокрење, које може веома реметити обављање свакодневних активности. У менопаузи долази до смањења функције јајника и самим тим смањене продукције главног полног хормона – естрогена. Сви проблеми, односно симптоми које прате менопаузу су управо последица смањене синтезе овог хормона. Услед смањеног нивоа естрогена у организму долази до стањивања слузокоже и слабљења мишића урогениталног тракта. Заправо слабе мишићи мале карлице, постају мање еластични и цела интимна регија постаје сувља, што резултује појавом вагиналне сувоће и проблема са бешиком. Овај проблем може се успешно ублажити управо Кегеловим вежбама. Ипак, увек треба имати на уму да уношење страних предмета у вагину повећава ризик од инфекције.

### Кегелове кугле
Кегелове кугле нису нов производ и представљају тегове за јачање мишића карличног дна. Састоје се из једне или више вертикално постављених кугли спојених концем, са дршком на крају. Кугле се ставаљају у вагину, док дршка остаје напољу, након чега се контрахују мишићи карличног дна. Кегелове кугле помажу да се ови мишићи лоцирају и да се боље осетите њихове контракције. Производе се у више величина и тежина. Оне лакше неке жене могу носити током целог дана, док за теже треба више снаге. Сматрају се безбедним, а многе студије су показале и да су врло ефикасне. Препоручује се да се носе највише 6 сати дневно, као и да их не користе жене које су се скоро породиле.

## Кегелове вежбе за мушкарце
Код мушкараца Кегелове вежбе такође помажу у јачању перинеалних мишића. Поред тога омогућавају да се пенис испуни крвљу током ерекције, грче се током ејакулације и помажу да се мокраћна цев испразни након уринирања. Ове вежбе такође могу помоћи код проблема са ерекцијом, као и код преране ејакулације. Могу чак појачати и интензитет оргазма.

## Како се раде Кегелове вежбе
- За почетак је неопходно идентификовати праве мишиће. То је најједноставније урадити тако што се током мокрења заустави млаз. Успешно заустављање млаза знак је да је активирана права група мишића.
- Вежбе је најбоље започети са празном бешиком — стезањем мишића којима се спречава проток урина. При овим радњама затежу се управо мишићи пода карлице. Требало би ове мишиће истовремено стиснути и подићи на горе.
- За ефикасно извођење Кегелових вежби треба једноставно стиснити ове мишиће, задржати у том положају 5—10 секунди, а затим опустити. Вежбе треба понављати у серији од 10—20 контракција, 2—3 пута дневно. Вежбе се могу радити у било којој позицији — лежећи, седећи или стојећи. Најлакше је почети лежећи на леђима са подигнутим коленима.[4]
- За најбоље резултате треба се фокусирати на напрезање само карличног дна. Треба избегавати напрезање мишића стомака, бутина или задњице.[3] Руком на стомаку може се проверавати да ли се стомачни мишићи покрећу током извођења Кегелових вежби. Циљ је да они остану у мировању. При вежбању не треба задржавати ваздух, већ треба дисати опуштено.[2]

Кегелове вежбе могу се изводити било где и било када, крајње дискретно и неприметно. Није потребна никаква опрема за вежбање, па се може вежбати свуда — код куће, на послу,стојећи у реду, седећи у чекаоници... Постоји више варијанти ових вежби. Најбољи ефекти постижу се када се наизменично упражњава више варијанти вежби, уз повремено мењање положаја.

#### Прва Кегелова вежба
У почетку мишиће дна карлице треба стиснути, задржати их тако 3 секунди, затим опустити и држати их тако 3 секунде. За почетак треба радити 10 вежби у серији три пута на дан. Време задржавања мишића продужавајте у складу са јачањем мишића на 5—10 секунди.

#### Друга Кегелова вежба
Ова вежба се од прве разликује само по томе што стискање и опуштање мишића треба радити што брже.

#### Трећа кегелова вежба
Трећа вежба изводи се тако што се мишићи лагано и постепено затежу током 10—15 sekundi, а затим се исто тако лагано и равномерно опуштају.

## Корист од Кегелових вежби
Редовно упражњавање Кегелових вежби доноси низ позитивних ефеката на организам:
- смањена инконтиненција јавља се после неколико месеци редовног вежбања,
- побољшање мускулатуре доњег абдомена,
- боље репродуктивно здравље,
- повећано уживање у сексу,[2]
- спречавање настанка хемороида,[3]
- убрзати зарастање ране након епизиотомије или кидања за време порођаја,[3]
- спречавање капљања урина након мокрења код мушкараца,
- спречавање проблема са ерекцијом и прераном ејакулацијом.[5]